# Poppy (ca sĩ)
Moriah Rose Pereira (sinh ngày 1 tháng 1 năm 1995), còn được biết tới qua nghệ danh Poppy, là một ca sĩ, người viết bài hát, diễn viên, vũ công và YouTuber người Mỹ. Cô chuyển tới sống tại Los Angeles năm 2013 để theo đuổi sự nghiệp âm nhạc, sau đó ký hợp đồng với Island Records và phát hành đĩa mở rộng đầu tay của mình vào năm 2016, Bubblebath, với tên That Poppy.
Vào cuối năm 2016, Poppy trở thành gương mặt đại diện cho bộ sưu tập "Hello Sanrio" của hãng Sanrio. Vào mùa hè năm 2017, Poppy ký hợp đồng với Mad Decent, và tới tháng 10 năm 2017, phát hành album phòng thu đầu tay của mình, Poppy.Computer, đồng thời tổ chức chuyến lưu diễn đầu tiên tới 34 thành phố tại Bắc Mỹ cùng với Luân Đôn và Tokyo.

## Thời thơ ấu
Moriah Rose Pereira sinh tại Boston, Massachusetts vào ngày 1 tháng 1 năm 1995. Hồi nhỏ cô từng ao ước được làm một vũ công Rockette và từ đó lớn lên tập nhảy trong vòng 11 năm. Cha cô từng là tay trống cho một ban nhạc, và cô kể là từng xem họ chơi nhạc lúc còn rất bé. Cô cũng kể từng bị bắt nạt thường xuyên khi học tại Boston vì tính nhút nhát và trầm, khiến cô đến với âm nhạc như một lối thoát.
Cô chuyển đến Nashville, Tennessee năm 13 tuổi; cô từng nói trong một buổi phỏng vấn năm 2013 rằng: "Tôi chuyển tới đây vì bố tôi tìm đến một công việc khác và chúng tôi muốn bắt đầu lại, nên tôi như kiểu: 'Nashville!' Và bố mẹ tôi cứ thế tiến hành – cũng khá là lạ – và cuối cùng chúng tôi tới Nashville." Một thời gian ngắn sau đó, khi còn 15 tuổi, Poppy bỏ nhà tới Los Angeles để theo đuổi sự nghiệp trong ngành giải trí.

## Sự nghiệp

### 2012–2014: Những buổi biểu diễn đầu
Trước năm 2014, Poppy từng trình diễn tại nhiều lễ hội truyền thông xã hội, bao gồm cả VidCon tháng 6 năm 2012 và DigiTour tháng 6 năm 2013. Năm 2012, cô biểu diễn bản cover bài hát "Little Talks" của Of Monsters and Men và "Kids" của MGMT cùng với bạn mình trong nhóm nhạc Heyhihello. Cô cũng góp mặt trong bài hát "Hide and Seek" của Eppic. Cô từng hợp tác với Steamy In the City Creator Studio để sản xuất các video âm nhạc cho các bản cover bài hát "Breezeblocks" của Alt-J và "Fade into You" của Mazzy Star.

### 2015–2016: Hợp tác với Titanic Sinclair trên YouTube và3:36 (Music to Sleep To)
Poppy chuyển tới Los Angeles năm 2013 để theo đuổi sự nghiệp âm nhạc. Ở đó cô cùng hợp tác với đạo diễn Corey Michael Mixter, thường được biết tới qua nghệ danh Titanic Sinclair, tạo một series các video quảng bá trừu tượng trên kênh YouTube ban đầu có tên "Moriah Poppy" và sau đó là "thatPoppyTV". Kênh này hiện tại có tên đơn giản là "Poppy". Tới tháng 10 năm 2017, kênh của cô liên tục tải lên video mới và thu hút được lượng lớn khán giả. Năm 2015, cô ký hợp đồng với Island Records dưới cái tên That Poppy và phát hành bài hát đầu tay "Everybody Wants to Be Poppy" tháng 6 năm đó. Cô từng biểu diễn tại lễ hội Corona Capital Festival tháng 11 năm 2015. Cô phát hành đĩa đơn đầu tiên, "Lowlife", một tháng sau "Everybody Wants to Be Poppy" và phát hành EP đầu tay gồm 4 bài hát với tựa đề Bubblebath thông qua Island vào tháng 2 năm 2016. Vào tháng 8 năm 2016, cô phát hành loạt video quảng cáo cho hãng giày Steve Madden trên kênh của mình như một phần của chương trình Steve Madden Music program.
Tháng 10 năm 2016, Poppy phát hành album theo phong cách ambient experimental có tựa đề 3:36 (Music to Sleep To), được sáng tác bởi chính cô và Titanic Sinclair, với sự trợ giúp từ các nhà nghiên cứu giấc ngủ Khoa Y dược Đại học Washington. Tháng 11 năm 2016, cô trở thành gương mặt đại diện cho bộ sưu tập "Hello Sanrio" đầu tiên của hãng bán lẻ Nhật Bản Sanrio.

### 2017–nay:Poppy.Computer
Vào tháng 2 năm 2017, cô tham gia vào loạt video của Comedy Central có tên là "Internet Famous with Poppy". Tháng 9 năm 2017, Poppy đạt Giải Streamy ở hạng mục 'Nghệ sĩ đột phá'.
Album phòng thu đầu tay của Poppy, Poppy.Computer, được phát hành ngày 6 tháng 10 năm 2017 bởi Mad Decent. Chuyến lưu diễn đầu tiên của cô, Poppy.Computer Tour, bắt đầu ngày 19 tháng 10 năm 2017 tại Vancouver và đi qua 36 thành phố. Sau đó, tháng 11 năm 2017, Poppy thông báo rằng album phòng thu thứ hai của cô đã "sắp sẵn sàng", và cô sẽ tới Nhật Bản một lần nữa để hoàn thành album này. Ngày 1 tháng 1 năm 2018, Sinclair xác nhận trên trang Twitter của anh rằng anh cũng Poppy đang ở Nhật Bản để thu âm cho album. Trong một buổi phỏng vấn của AWA ngày 11 tháng 1 ở Nhật Bản, Sinclair nói rằng việc thu âm đã được hoàn thành hôm trước đó, tức ngày 10 tháng 1. Theo anh, album sẽ mang hơi hướng từ hai nền văn hóa Nhật và Pháp. Anh cũng cho biết album mang nặng ảnh hưởng từ dòng nhạc vaporwave như âm keyboard và "âm synthesizer rất lạ", được dùng "gần như chỉ có một" trên album.
Poppy xuất hiện lần đầu trên YouTube Rewind vào năm 2017, và là một trong số ít những người sáng tạo nội dung được lựa chọn.
Vào tháng 3 năm 2018, Poppy đã tham gia biểu diễn tại lễ hội nhạc pop Nhật Bản Popspring.
Vào ngày 17 tháng 4 năm 2018, bạn gái cũ của Sinclair và cũng là người từng hợp tác với anh là Mars Argo đã nộp đơn khiếu kiện Sinclair và Poppy dài 44 trang về việc vi phạm bản quyền, cho rằng danh tính trên mạng của Poppy được Sinclair tạo ra dựa trên danh tính của cô, đồng thời tố cáo Sinclair đã quấy rối cô cả về thể chất lẫn tinh thần trong thời gian sau khi hai người chia tay. Vào ngày 7 tháng 5, Poppy đưa ra tuyên bố công khai về vụ kiện, tố cáo Mars Argo đang cố thao túng tâm lý cô và cũng tiết lộ câu chuyện bị quấy rối của chính mình.

## YouTube
Kênh YouTube của Poppy được lập ngày 6 tháng 10 năm 2011, và video đầu tiên là từ tháng 11 năm 2014, một đoạn kịch trừu tượng có tựa đề Poppy Eats Cotton Candy (Poppy ăn kẹo bông), được đạo diễn bởi Titanic Sinclair. Các video được Sinclair tự mô tả là "một sự kết hợp giữa sự ảnh hưởng pop của Andy Warhol, sự kinh dị của David Lynch, và âm điệu hài kịch ngớ ngẩn của Tim Burton". Kênh của cô đã được nhiều YouTuber khác bàn luận, trong đó có PewDiePie, Social Repose, Night Mind, The Film Theorists, Reaction Time và Fine Brothers trên series React của họ. Cô từng xuất hiện trong một tập của series này trong đó cô phản ứng trước những đứa trẻ phản ứng trước video của cô. Cô cũng xuất hiện trong một tập của web series nổi tiếng Good Mythical Morning.
Sinclair ám chỉ trong một buổi phỏng vấn rằng nhân vật Poppy trong các video quảng bá với anh như một con android, và cách mà một số khái niệm trong đó có liên quan tới giải thuyết thung lũng kì lạ.
Ngoài các video trừu tượng, kênh của Poppy cũng đăng tải các bài hát của chính cô, cùng các bản cover và các phiên bản acoustic của các bài hát của cô.
Bạn của Poppy là Charlotte, một mannequin phỏng vấn người nổi tiếng với giọng nói tổng hợp, là một nhân vật phụ. Cô thường xuyên xuất hiện trò chuyện với Poppy, nhưng đôi lúc cũng chỉ có một mình. Có vẻ cô gặp rắc rối về ma túy và ghen tỵ sau khi Poppy nổi tiếng, điều khiến mối quan hệ của họ rạn nứt, mặc dù Charlotte vẫn trình diễn mở đầu cho chuyến lưu diễn Poppy.Computer 2017-2018 của Poppy. Các nhân vật khác bao gồm con trai của Charlotte, một mannequin từng bị mẹ mình quấy rối trong lúc say thuốc; Plant (lồng tiếng bởi Sinclair), một cây húng quế được trồng trong chậu, là một trong những người bạn và người hỗ trợ thân nhất của Poppy; và Skeleton (cũng được lồng tiếng bởi Sinclair), một mô hình bộ xương bằng nhựa sau đó được hé lộ là kẻ bán ma túy cho Charlotte.
Poppy cũng đăng tải một mini-series những bộ phim hoạt hình quảng bá có tên là Everybody Wants to Be Poppy, được đạo diễn bởi Titanic Sinclair và thể hiện bởi Melanie Foreman, trong đó Poppy thủ vai chính cô, Titanic Sinclair thủ vai Rex, diễn viên Matt Bennett thủ vai Phở, ca sĩ-người viết nhạc người Canada Simon Wilcox thủ vai Phoebe, và nhiếp ảnh gia người Los Angeles Sam McGuire thủ vai Wyatt. Series kể hành trình của Poppy và Rex đi tìm một loại "sinh tố cải xoăn thần kỳ".

## SeriesI'm Poppy
I'm Poppy, một bộ phim ngắn và cũng là tập đầu của series truyền hình cùng tên được đạo diễn bởi, được công chiếu toàn cầu vào ngày 23 tháng 1 tại Liên hoan phim Sundance 2018. Trong phim, Poppy rời khỏi Internet bước vào thế giới thức và đối mặt với cạm bẫy của danh vọng như sự cuồng tín, người hâm mộ quá khích, Satan và đối thủ Charlotte.

## Phong cách nghệ thuật
Poppy giải thích nghệ danh của mình ban đầu là biệt danh mà bạn bè từng gọi cô. Sau khi họ cứ liên tục giới thiệu cô là "Poppy", cái tên bắt đầu gắn liền với cô.
Poppy từng tự mô tả mình là một "cô bé Barbie kawaii". Cô mô tả phong cách âm nhạc của mình là sẽ "khiến bạn như muốn thống trị thế giới này." Poppy cho biết cô lấy cảm hứng từ những thể loại nhạc như J-pop, K-pop và reggae. Cô kể bắt đầu viết nhạc từ năm 2012. Cô nói với Tiger Beat rằng những nguồn cảm hứng âm nhạc của mình là Cyndi Lauper, kì lân và Elvis Presley. Cô cũng là fan hâm mộ của Jimmy Eat World, No Doubt và Blondie.
Danh tính của Poppy ban đầu được giữ kín. Cô giải thích rằng: "Tôi không muốn mọi người bàn tán về tuổi của tôi; tôi không muốn họ bàn tán về thứ mà tôi đang làm [...] Mọi người, nhất là ngày nay, luôn bị ám ảnh rằng họ phải biết mọi thứ. Nếu muốn tìm thì họ phải tự mất thời gian của mình."
Vào giữa năm 2017, Poppy cho phát hành cuốn sách có tên gọi The Gospel of Poppy, thực chất là nhái lại Kinh Thánh và có nội dung gồm những "lời cầu nguyện" và các câu chữ trong các video trên YouTube của cô.

### Sự đón nhận
Cho dù nhiều người khen ngợi giai điệu bắt tai trong âm nhạc của Poppy, một số người chỉ ra rằng nhân vật Poppy khác xa so với thực tế. Racked gọi cô ấy là "ngọt ngào, nhưng kỳ dị". PopularTV nói về âm nhạc của cô: "Cùng với Gwen Stefani trong kỷ nguyên No Doubt, That Poppy đã pha trộn phong cách punk với ska-pop và sẽ khiến bạn phải đứng dậy nhảy múa." UQ Music Blog mô tả cô như "sự kết hợp của Electra Heart và Princess Peach". David Mogendorff, một người biên tập về các nội dung và dịch vụ liên quan tới các nghệ sĩ cho YouTube và Google Play Music, nói cô có "một sự ảnh hưởng lớn từ văn hóa J- và K-pop".
Các video trên kênh YouTube của Poppy thường được coi là những video bàn luận trên mạng xã hội. VICE mô tả về phong cách của kênh, nói rằng, "...nếu bạn đủ kiên nhẫn xem hết các video trên kênh này, bạn sẽ thấy một vài xu hướng trong đó. Rõ ràng nhất là những chỉnh sửa của Poppy với văn hóa internet và mạng xã hội, mà cô nói rằng mình rất yêu quý. Nhưng thú vị hơn cả là phong cách chung của các video trong vòng hai năm qua đã càng ngày càng đen tối dần đi." Gita Jackson của Kotaku cho rằng các video là lời bàn luận về những trải nghiệm trên internet, viết rằng, "Theo một cách nào đó thì cô ấy như đã làm tất cả các video trên YouTube. Kênh của cô là một nơi tổng hợp của mỗi lời xin lỗi không chân thành, mỗi nỗ lực tuyệt vọng để kiếm lượt xem, và mỗi lời nói rằng họ sẽ không thể làm được nếu thiếu những người hâm mộ mà bạn đã từng xem hoặc trông thấy. That Poppy không chỉ đang chỉ ra sự ngớ ngẩn của những nhân vật công khai kiếm sống trên internet—mà là toàn bộ trải nghiệm trên mạng." Mogendorff nói rằng các video "giống như những lời bàn luận xã hội...nói về những mỗi lo âu của cuộc sống hiện đại" và là "một cách rất thú vị để trò chuyện với mọi người, vừa cá nhân lại vừa kỳ lạ".

## Danh sách phim

### Truyền hình
| Năm  | Chương trình | Vai                                 | Ghi chú |
| ---- | ------------ | ----------------------------------- | ------- |
| 2015 | Jessie       | Một học sinh phụ chưa được ghi danh | [ 63 ]  |

### Web series
| Năm  | Tựa đề                      | Vai                          | Ghi chú                                               |
| ---- | --------------------------- | ---------------------------- | ----------------------------------------------------- |
| 2015 | Everybody Wants to Be Poppy | Poppy                        | Giọng chính; 4 tập                                    |
| 2016 | We Bare Bears               | Giọng hát chưa được ghi danh | Video ngắn quảng bá với bài hát có tên "Just My Type" |
| 2018 | I'm Poppy                   | Poppy Chan                   | Vai chính                                             |

## Danh sách đĩa nhạc
Album phòng thu
- 3:36 (Music to Sleep To) (2016)
- Poppy.Computer (2017)

### EP
- Bubblebath (2016)

## Lưu diễn
- Poppy.Computer Tour (2017–2018)[66]

## Giải thưởng và đề cử
| Năm  | Tổ chức          | Giải                             | Tác phẩm       | Kết quả   |
| ---- | ---------------- | -------------------------------- | -------------- | --------- |
| 2016 | Giải 19 Under 19 | Bài hát gây ảnh hưởng nhiều nhất | "Lowlife"      | Đề cử     |
| 2017 | Giải Streamy     | Nghệ sĩ đột phá                  | Chính cô       | Đoạt giải |
| 2017 | Giải WOWie       | Kênh YouTube xuất sắc nhất       | Chính cô       | Đề cử     |
| 2017 | Giải Unicorn     | Khoảnh khắc biểu tượng của năm   | Chính cô       | Đoạt giải |
| 2017 | Giải Unicorn     | Bài hát của năm                  | "Computer Boy" | Đề cử     |
| 2018 | Giải Shorty      | Xuất sắc nhất ở thể loại kỳ lạ   | Chính cô       | Đoạt giải |